# Breviscelio crenatus
Breviscelio crenatus är en stekelart som beskrevs av Sundholm 1970. Breviscelio crenatus ingår i släktet Breviscelio och familjen Scelionidae. Inga underarter finns listade.